# Ujiji
Ujiji (wym. uːˈdʒiːdʒɪ, hist. Ugoi) – miasto w zachodniej Tanzanii, w regionie Kigoma, położone na wschodnim brzegu jeziora Tanganika; przedmieście miasta Kigoma, położone około 10 km na południowy wschód od jego centrum.
Ujiji jest najstarszym miastem w zachodniej Tanzanii i w okresie przedkolonialnym (tj. przed ustanowieniem w 1891 roku Niemieckiej Afryki Wschodniej) przewyższało wielkością sąsiednią Kigomę. W okresie około 1850–1890 miasto było znaczącym ośrodkiem handlu niewolnikami i kością słoniową, prowadzonego przez arabskich i suahilskich kupców. Znajdował się tu zachodni kraniec szlaku karawanowego wiodącego do położonego na wybrzeżu Oceanu Indyjskiego portu w Bagamoyo.
W 1858 roku przybyli tutaj Richard Burton i John Speke, tym samym stając się pierwszymi Europejczykami, którzy dotarli nad jezioro Tanganika. W 1871 roku Ujiji było miejscem słynnego spotkania Henry'ego Stanleya i Davida Livingstone'a. Znajduje się tu pomnik upamiętniający to wydarzenie, a także muzeum poświęcone Livingstone'owi.
Miasto jest ośrodkiem rybołówstwa, uprawy warzyw, zbóż (m.in. ryżu), hodowli owiec i kóz. Znajduje się tu port śródlądowy, obsługujący ruch pasażerski i towarowy wzdłuż tanzańskiego wybrzeża jeziora Tanganika.